# Stefanowy Dział

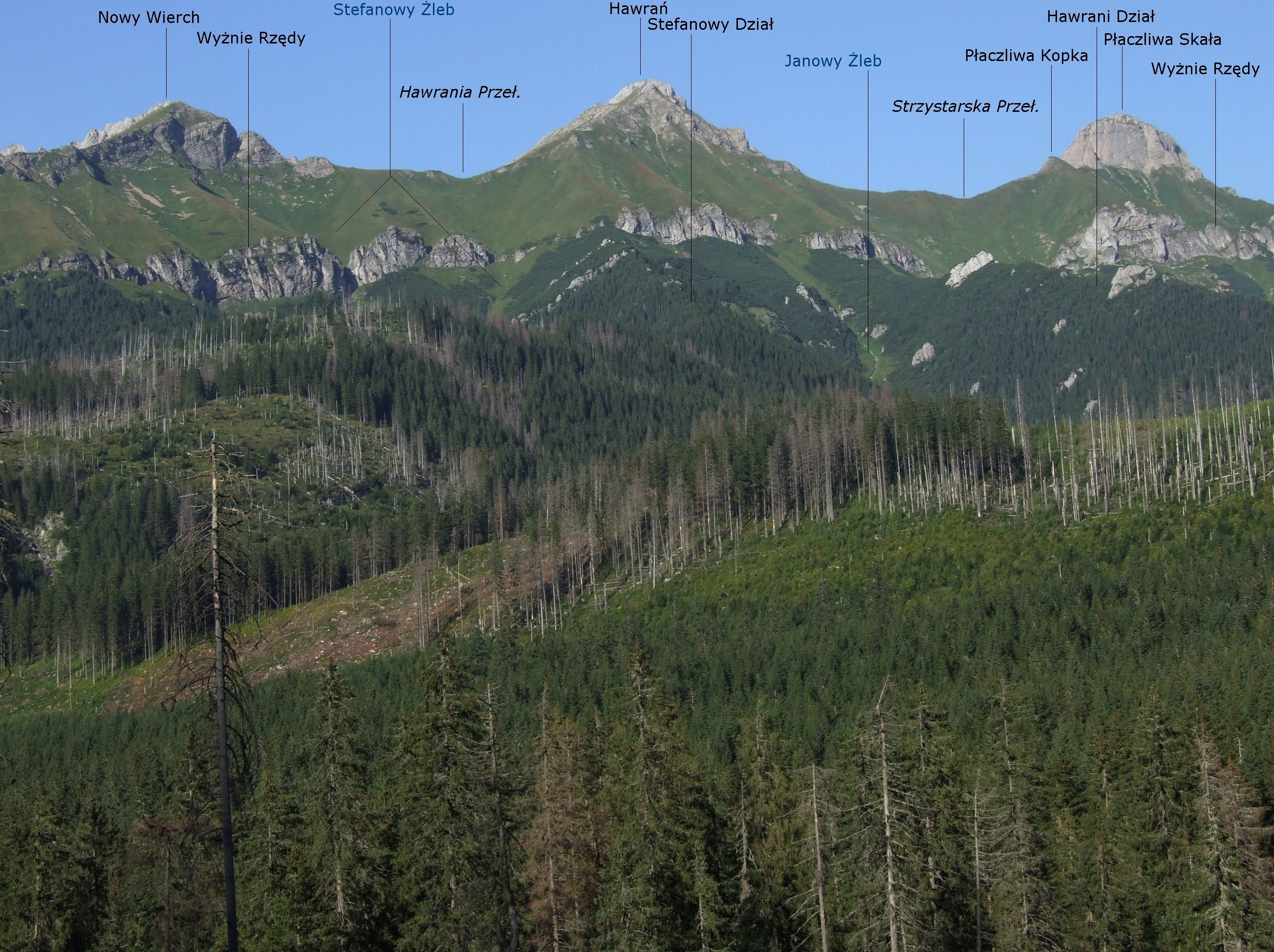
Widok z dolnej części Doliny Jaworowej

Stefanowy Dział (słow. Štefanov diel) – długa grzęda odchodząca w południowo-zachodnim kierunku od Niżniego Hawraniego Zwornika w masywie Hawrania w słowackich Tatrach Bielskich. Ma długość około 3 km. Opada do doliny Koperszadzkiego Potoku i Jaworowego Potoku (w miejscu ich połączenia się). Jej górna część oddziela Dolinę Stefanową znajdującą się po jej zachodniej stronie od Janowego Żlebu po wschodniej stronie. Dolna część natomiast oddziela Dolinę Jaworową (po zachodniej stronie) od jej odgałęzienia – Doliny Zadnich Koperszadów (po wschodniej stronie). 
Znajduje się na nim niewybitne wzniesienie zwane Stefanowym Wierchem (Štefanov vrch) lub Stefanem (Štefan) o wysokości 1540 m n.p.m. Obecnie Stefanowy Dział jest w dolnej części porośnięty lasem, wyżej kosodrzewiną, a najwyższe partie są trawiaste. Dawniej, gdy teren ten był wypasany przez górali z Jurgowa, terenów trawiastych było na nim znacznie więcej. Od 1902 r. pasterstwo tutaj zostało zniesione przez Christiana Hohenlohe, który wykupił cały ten obszar Tatr, ogrodził go płotem i przeznaczył na swój rezerwat myśliwski, zabronił również turystyki. 
W Stefanowym Dziale są tylko dwa miejsca skaliste; przecinające go w górnej części Hawranie Rzędy, oraz skały Koperszadzkiej Bramki – ciasnego wąwozu utworzonego przez Koperszadzki Potok przerzynający się przez południowe zakończenie Stefanowego Działu. Powyżej tego wąwozu na stokach Stefanowego Działu znajduje się szeroki upłaz zwany Stefanowym Upłazem.
Południowym podnóżem Stefanowego Działu prowadzi droga jezdna, a nią niebieski szlak turystyczny. Charakterystyczną cechą Stefanowego Działu, jak zresztą większości Tatr Bielskich jest to, że brak na nim ścieżek prowadzących z dolin na przełęcze i szczyty, są natomiast liczne, przecinające go ścieżki poziome, prowadzone wzdłuż poziomic. Służą one drwalom i myśliwym.

## Szlaki turystyczne
– niebieski od rozdroża pod Muraniem przez Polanę pod Muraniem (Gałajdówkę) i Dolinę Zadnich Koperszadów na Przełęcz pod Kopą. Czas przejścia: 2:30 h, ↓ 2 h